# Naissance en 855
Naissance
- 851
- 852
- 853
- 854
- 855
- 856
- 857
- 858
- 859

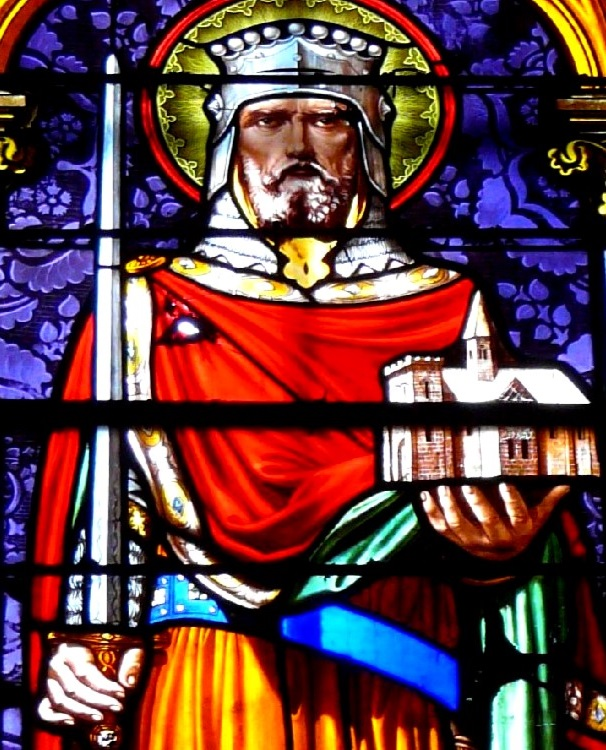
Géraud d'Aurillac né en 855.

Cette page dresse une liste de personnalités nées au cours de l'année 855 :
- Abu'l-Hasan Ali ibn al-Furat (en), ministre du califat abbasside.
- Géraud d'Aurillac, fondateur de l'abbaye d'Aurillac, modèle de celle de Cluny, sa vie a été relatée par Odon de Cluny qui en a fait le modèle chevaleresque du seigneur chrétien qui met sa force et ses richesses au service de la Justice et des humbles.
- Han Jian, seigneur de guerre de la dynastie Tang.
- Ibn al-Mundhir (en), érudit du chaféisme, devenu Ijtihad.
- Jing Hao, peintre chinois.
- Þjóðólfr ór Hvíni, scalde norvégien.

## Crédit d'auteurs
- Cet article est partiellement ou en totalité issu de l'article intitulé « 855 » (voir la liste des auteurs).